# City Tower Nishi-Umeda
La City Tower Nishi-Umeda (シティタワー西梅田) est un gratte-ciel construit à Osaka, dans l'arrondissement Fukushima-ku, de 2004 à 2007 (d'après Emporis).
Il mesure 177 mètres de hauteur sur 50 étages et comprend 349 appartements, pour une surface de plancher de 52 740 m2 .
À sa construction, c'était l'un des dix plus haut gratte-ciel de l'agglomération d'Osaka.
L'immeuble a été conçu par la société Takenaka Corporation.